# Burg Tanabe (Kii)
Die Burg Tanabe (japanisch 田辺城, Tanabe-jō, auch Kinsui-jō (錦水城) genannt), von der nur wenig erhalten geblieben ist, befand sich in der Stadt Tanabe in der Präfektur Wakayama. In der Edo-Zeit residierte dort ein Zweig der Andō als Fudai-Daimyō. 

## Burgherren in der Edo-Zeit
- Ein Zweig der Abe 1617 bis 1868 mit 28.000 Koku. Er führte als Familienwappen mit den herabhängenden Zweigen der Wisterie mit den Zeichen „安“ für das erste Zeichen des Namens.

## Geschichte
Andō Naotsugu (安藤 直次, 1564–1635), Verwalter des Hauses Tokugawa Yorinobu, erhielt zunächst die Domäne von Kakegawa (Tōtōmi), wurde dann 1617 nach Tanabe (Kii) mit 28.000 Koku versetzt. Er erneuerte die Reste einer Burg Minato-jō (湊城) aus der Zeit, als die Gegend im Besitz der Asano war. Das Ergebnis glich zunächst eher einem „Festes Haus“ (陣屋, Jin’ya) als einer Burg. Die Anlage ohne Burgturm befand sich östlich vom Aizu-Fluss (会津川) und nördlich der Tanabe-Bucht und bestand aus dem Hauptbereich, dem „Hommaru“ (本丸) und dem „Zweiten Bereich“, dem „Ninomaru“ (二の丸). 1854 legte man eine Befestigung in der Bucht an, die Anlage restauriert und erweitert.
Die Andō residierten in Tanabe bis zur Meiji-Restauration 1868. Der Chef des Hauses erhielt dann den Titel „Vizegraf“. Die Burg wurde abgerissen, heute befinden sich dort öffentliche Bauten und private Anwesen.

## Die Anlage

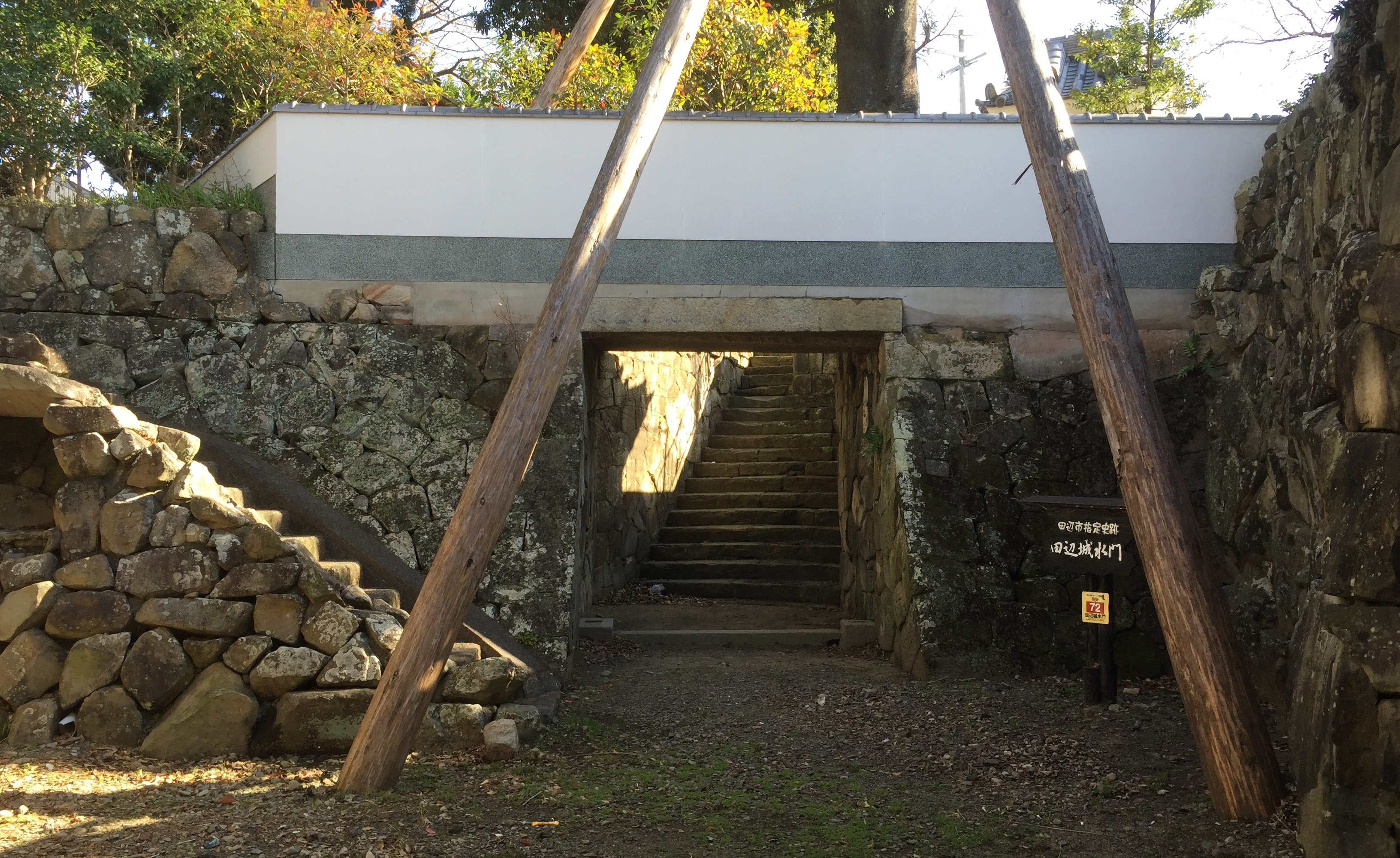
Das Schleusentor

Laut einer Karte von der Burg Tanabe und der kurzgefassten Geschichte der Stadt „Tanabe Kaiji“ (田辺要史) aus dem Jahr 1869 bestand der Hauptbereich aus Dutzenden von Gebäuden wie dem Vorderpalast (表御殿, Omoto-Goten), dem Hinterpalast (奥御殿, Oku-Goten) und dem Empfangsbereich für Gäste. Im „Zweiten Bereich“ war Platz für Älteste, Diener, Gäste, Kommissare usw. Es gab ein gegen Brand geschütztes Lagerhaus (土蔵, Dozō) zwischen Ninomaru auf der Südseite. Das Burgtor im Osten war ein Turmtor (楼門, Rōmon), das hintere Tor befand sich auf der Ninomaru-Seite und das Schleusentor (水門, Suimon), das 1966 bei Grabungen entdeckt wurde, befand sich auf der Südseite.